# Billsta, Södertälje kommun
Billsta är en tidigare småort belägen strax väster om Järna, söder om Södertälje i Överjärna socken i Södertälje kommun. 2015 hade småorten vuxit samman med Järna tätort. Mellan Bankesta och Billsta delar sig Västra stambanan och Nyköpingsbanan.